# Spilomyia longicornis
Spilomyia longicornis är en tvåvingeart som beskrevs av Friedrich Hermann Loew 1872. Spilomyia longicornis ingår i släktet trädblomflugor, och familjen blomflugor. Inga underarter finns listade i Catalogue of Life.